# Lydia Koidula
Lydia Koidula   (Vändra, 12 de desembre de 1843 (Julià) - Kronstadt, 30 de juliol de 1886 (Julià)) va ser una poeta i dramaturga estoniana considerada la precursora del teatre del seu país. De nom real Lydia Emilie Florentine Jannsen, el seu sobrenom significa "Lydia de l'alba" i sovint se l'anomenà Koidulaulik (cantant de l'alba).
Va iniciar-se escrivint en el diari del seu pare Johann Voldemar Jannsen, el primer escrit en estonià durant el període en què Estònia formava part de l'Imperi Rus. Des de l'inici mostrà una clara influència germànica i l'objectiu d'exaltar i desenvolupar la cultura estoniana.
Va escriure nombroses poesies, narracions i obres dramàtiques, amb un marcat component patriòtic i excel·lí també com a traductora. El seu himne Mu isamaa on minu arm va convertir-se en l'himne no oficial durant el període d'ocupació soviètica, quan Mu isamaa, mu õnn ja rõõm (escrit pel seu pare) va ser prohibit. Encara avui en dia és s'interpreta tradicionalment com a cloenda a molts festivals. El cràter Koidula de Venus va ser batejat en honor seu.